# Kenny Burrell
Kenneth Earl „Kenny” Burrell (ur. 31 lipca 1931 w Detroit) – amerykański gitarzysta jazzowy. Uczył się gry, czerpiąc wzory od Charliego Christiana, Django Reinhardta, i Wesa Montgomery'ego. M.in. na nim wzorował się Jimi Hendrix.
W 2005 otrzymał nagrodę NEA Jazz Masters Award.

## Wybrana dyskografia
- 1956: Introducing Kenny Burrell (Blue Note)
- 1957: All Day Long (Prestige)
- 1958: Kenny Burrell and John Coltrane (Prestige)
- 1958: Blue Lights (Blue Note)
- 1959: On View At The Five Spot Cafe (Blue Note)
- 1962: Bluesy Burrell (Moodsville)
- 1963: Midnight Blue (Blue Note)
- 1964: Guitar Forms (Verve)
- 1966: Have Yourself a Soulful Little Christmas (Cadet Records)
- 1971: God Bless the Child (CTI Records)
- 1972: 'Round Midnight (Fantasy)
- 1975–1977 Ellington Is Forever (Fantasy)
- 1992: 12-15-78 (32 Jazz)
- 2001: Lucky So and So (Concord Jazz)